# Алипанов, Егор Ипатьевич
Его́р Ипа́тьевич Алипа́нов (1800, Людиновский завод, Жиздринский уезд, Калужская губерния — 6 февраля 1860, Червинский завод, Новгородская губерния) — русский поэт. Пробовал себя в жанрах басни, сказки и детской литературы.
Алипанов работал на заводах, был управляющим дачами, приказчиком, а не пахарем, однако был представлен публике и воспринимался современниками как крестьянский поэт. Большинство современных ему критиков признавали скромность его дарования. Внимание публики привлекло не качество стихов, а сам факт того, что подобные стихи стал писать простой крестьянин-самоучка. После периода известности в 1830—1840-е годы был надолго забыт. В советское время об Алипанове вспомнили и вновь переиздали некоторые его сочинения, видя в нём пример трагической судьбы литератора из народа, «первого поэта из рабочих России» и первого русского поэта, описавшего в стихах заводской труд. Советская критика обратила внимание и на сатирические и обличительные ноты в его творчестве.

## Биография
Егор Алипанов родился в посёлке Людиновский завод Жиздринского уезда Калужской губернии (ныне город Людиново Калужской области) в семье крепостного крестьянина. Точная дата его рождения неизвестна; в большинстве источников называется 1800 год, однако в предисловии к первой его публикации в «Отечественных записках» в 1830 году указывалось, что автору на тот момент было 28 лет, и год рождения 1801. Его отец был крепостным крестьянином Петра Демидова, а затем — Ивана Мальцова. Егор, как и отец, с детских лет работал на заводе плотником и столяром.
Выучился «читать без правил грамматики и писать кое как» у отставного сержанта. С детства увлекался чтением; за неимением светских книг читал только церковные. В предисловии к первой книге стихов Алипанова о нём написано следующее: «Читая духовные книги, он с юности полюбил уединённую жизнь и желал идти в монастырь, но господин его, представя ему все трудности избранного звания, советовал ему повременить и осмотреться. Алипанов, руководствуясь благоразумием, принял с покорностию сей совет, — и убедился, что во всяком звании при усердии и добрых нравах можно быть полезным себе и другим, стал неутомимо трудиться по своей должности».
До 1824 года постоянно находился при заводе в качестве плотника либо столяра. В 1824 году Егора благодаря грамотности назначили старшим по доставке изделий завода в Санкт-Петербург, куда он отправился на барках. В Петербурге Алипанову представился случай ближе ознакомиться с сочинениями разных авторов, многие из которых он заучивал наизусть.
Там же он познакомился с поэтом Фёдором Слепушкиным, прославившимся как первый в России поэт из числа крестьян. Писать стихи начал не позднее 1828 года, после знакомства с книгой стихов Фёдора Слепушкина «Досуги сельского жителя». Сочиняя стихи, руководствовался «Словарём древней и новой поэзии» Николая Остолопова. Завёл знакомства в Петербурге с некоторыми из литераторов. В предисловии к первой книге стихов Алипанова об авторе сообщалось следующее: «Алипанов каждый год ездит каждый год в Петербург на барке, находясь при продаже заводского чугуна. Лето он проживает в Петербурге, а зиму в Зубцове, находясь у приёма товара».
В 1830 году Егор Алипанов был представлен читателю на страницах журнала «Отечественные записки» писателем Борисом Фёдоровым, стремившимся воспитывать верноподданнические чувства у авторов из социальных низов. Первые несколько публикаций Алипанова появились в «Отечественных записках» и «Новой детской литературе», издававшейся Фёдоровым. Хотя в этих публикациях не было серьёзных нарушений правил стихосложения, но орфографических ошибок оказалось множество, вследствие чего в свободное время Алипанову пришлось углублённо заняться грамматикой. Басни Алипанова печатались в «Санкт-Петербургских ведомостях» и в «Литературных прибавлениях к „Русскому инвалиду“», и уже в том же 1830 году вышла из печати его первая книга «Стихотворения крестьянина Егора Алипанова». В самом названии подчёркивалось социальное положение автора. Хотя Алипанов и не был первым по времени поэтом из крестьян — до него начали печататься Фёдор Слепушкин и Михаил Суханов — крестьянин-поэт для тогдашней публики был диковинкой, что во многом объясняет интерес к его творчеству в то время. В 1831 году басни Алипанова были рассмотрены комитетом Российской академии, одобрены и изданы отдельной книгой за её счёт. Из изданного тиража Алипанову были подарены 600 экземпляров; кроме того, он был удостоен награды от академии — серебряной медали с надписью «за похвальные в российской словесности упражнения».
Крестьянин-баснописец привлёк к себе личное внимание президента академии А. С. Шишкова, и по его ходатайству от лица академии Иван Мальцов дал Алипанову вольную без выкупа. По одному экземпляру сборников стихотворений и басен Алипанова были преподнесены в дар императору Николаю и его супруге, которые в свою очередь наградили автора парой золотых часов. Приписавшись к петербургскому обществу мещан, Алипанов служил у графа Николая Семёновича Мордвинова, управляя двумя его дачами, где в свободное время продолжал писать, хотя меньше, чем до выпуска сборника басен. В это время были написаны сельский водевиль в одном действии «Ханский чай» и «Сказка о мельнике-колдуне Федоте, хлопотливой старухе, о двух жидках и о двух батраках» в стихах. 19 сентября 1835 года «Ханский чай» был единственный раз поставлен на сцене Александринского театра, за что Алипанов получил 200 рублей, а граф Мордвинов напечатал за свой счёт 600 экземпляров водевиля в пользу Алипанова. Впрочем, никакого успеха «сельский водевиль» не имел. В 1838 году на средства Российской академии была издана «Сказка о мельнике колдуне…» тиражом 600 экземпляров. Данное сочинение пользовалось большой популярностью в народе и в общей сложности выдержало 23 лубочных издания.
Познакомившись в 1835 году с поэтом Фёдором Слепушкиным, с чьего творчества начался его собственный путь в литературу, Алипанов через два года женился на его дочери. Обзавёлся собственной типографией, где в том числе в 1840 году был напечатан дебютный сборник молодого Николая Некрасова «Мечты и звуки», получивший разгромный отзыв Белинского. В 1842 году типография выпустила последние книги Алипанова — «Феофил, духовная повесть», «Военные песни» и «Досуги для детей» — и была продана. Типография просуществовала недолго, так как приносила убытки. В начале 1840-х годов Алипанов практически прекратил не приносившую доходов литературную деятельность. и после непродолжительного периода известности был забыт. К середине 1840-х годов он остался «без всякого состояния и капитала».
После начала строительства Санкт-Петербургской (Николаевской) железной дороги Алипанов поступил туда казённым десятником. Освоив арифметику и основы геометрии, в течение восьми лет он занимал должность приказчика при железной дороге. По окончании работ на железной дороге (не позднее 1856 года) Алипанов, у которого к тому времени было три сына и две дочери, возвратился со своим семейством в родные места и устроился работать приказчиком на Червинский стеклянный завод Мальцова. В 1856 году «Новгородские губернские ведомости» поместили длинную (215 строк) басню Алипанова «Пахарь» и его биографию, которая завершалась словами: «Заботы о семье и непостоянство счастья резко изменили его характер. На лице приметна глубокая задумчивость, а в разговоре безнадёжность на счастие». Покинув Людиновский горный завод, в поисках подходящего места службы работал на Дятьковском стекольном заводе, принадлежавшем тому же Мальцеву.
Умер 6 февраля 1860 года на Червинском заводе Новгородской губернии. Смерть Алипанова прошла совершенно незамеченной, и в статье о нём в РБС (1900) было написано: «Дальнейших сведений о жизни Алипанова не имеется; можно предполагать, что он умер в 60-х или начале 70-х годов».

## Творчество

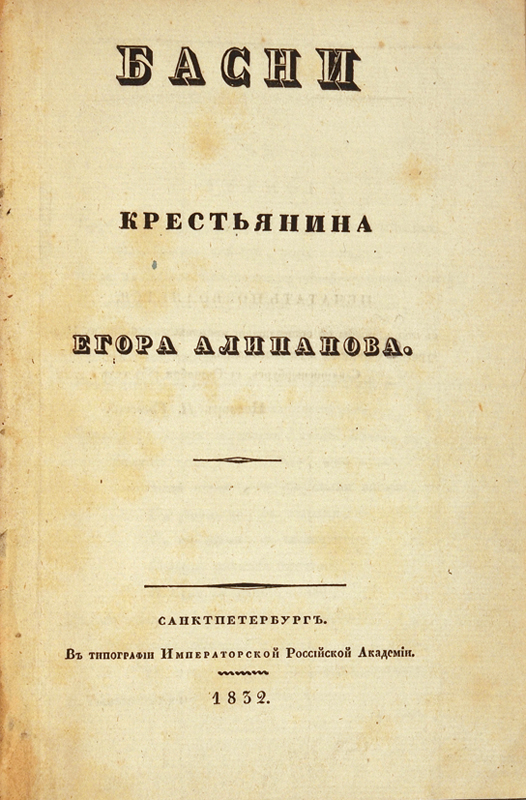

Почти все стихотворения в первом сборнике Алипанова характеризует вторичность, подражательность стиля и сюжетов. В числе наиболее ярких проявлений стилизаторства были условные буколические пастушки, взятые из поэзии XVIII века, на нереалистичность чего указывал уже дворянин Дельвиг (см. Оценки и значение творчества). Стихотворения на военную тематику отражают влияние Гавриила Державина, в стихах для детей проявляются все штампы, присущие сентиментализму, встречаются мотивы, заимствованные из творчества Василия Жуковского, Константина Батюшкова, молодого Пушкина. При этом качество стихов настолько ниже уровня заимствуемых образцов, что они выглядят не столько эпигонскими, сколько пародийными. Семён Венгеров об этом сборнике писал: 

Перелистывая стихотворения А[липанова], поражаешься <…> вычурностью его сюжетов и отсутствием того, что бы давало ему право на титул «народного поэта». О чём «поёт» наш «поэт-пахарь»? Возьмём оглавление сборника его стихотворений: «Русские воины. Графу Паскевичу Эриванскому», «Петь пора ура. Песня по переходе за Балканы», «Феофил — духовная повесть», «Видение Амура», «Послание к русским стихотворцам», «Разлука воинов», «К соловью», «С. И. Мальцеву на вступление в школу гвардейских подпрапорщиков», «Ода на мир с Турцией» и т. д. Если же А[липанов] обращается к «сельским» сюжетам, то следуя указаниям своих воспитанных в ложном классицизме руководителей, он создаёт пастушеские идиллии и эклоги.
В дальнейших публикациях Алипанов, изначально заявивший о себе как последователь Фёдора Слепушкина, отходит от темы крестьянского быта. Вместе с тем, три стихотворения из первого сборника — «Труды заводских мастеров», «Заводские работы» и «Послание Ф. Н. Слепушкину» — посвящены описанию труда на металлургическом и стекольном заводах. Новая, необычная тема современниками замечена не была, и только с наступлением советской эпохи к заводским стихам Алипанова в поисках истоков «пролетарской поэзии» проявили интерес историки литературы. В этом же сборнике советская критика нашла и жалобы «сельского жителя» на поборы и бесправие, не содержащие, однако, никакого социального протеста. И. Н. Розанов отметил, что «в конце книги имеется список лиц, подписавшихся на неё. Характерно, что тут всречаются фамилии купцов II и III гильдии, больша часть которых была выходцами из крестьян. Интересный факт появления нового вида читателей».
Вторая книга Алипанова — «Басни» (1832) — расценивается современными литературоведами как более удачная, хотя в этой книге он также проявляет себя как подражатель, ориентируясь на творчество И. А. Крылова, И. И. Дмитриева, А. Е. Измайлова в качестве образцов. Отмечается сатирическая острота и реализм деталей отдельных басен («Медведь и мышонок», «Рак и осётр», «Сельская карета», «Свинья в огороде», «Мухи», «Статуя»), где Алипанов пишет о самоуправстве власть имущих и беззащитности перед ними окружающих. В то же время в других баснях автор ограничивается благонамеренным морализаторством («Крестьянин и сверчок», «Змея», «Воробей», «Две белки») или сентиментальными аллегориями («Скворец», «Голубь, осёл и козёл», «Зяблик и ястреб», «Дитя и бабочка»). Отсутствие последовательного обращения к инструменту сатиры в биобиблиографическом словаре «Русские писатели» (1990) объясняется влиянием наставников и покровителей Алипанова (в том числе Шишкова и Фёдорова), бывших апологетами официальной народности и стремившихся к этим же понятиям свести и творчество своего подопечного.
В «Сказке о мельнике колдуне…» (1838) был использован фольклорный сюжет о хозяине и работнике, перекликающийся с пушкинской «Сказке о попе и о работнике его Балде». Художественный уровень алипановской «Сказки», как и созданного в этот же период водевиля «Ханский чай», был невысок, а тематика незначительна.

## Оценки и значение творчества
Первому сборнику стихотворений Алипанова Борис Фёдоров предпослал такой отзыв:

Алипанов представляет также пример редкого дарования между поселянами; новое свидетельство — что просвещение разливается между ними, — плод благоденствия народного под скиптром мудрого Монарха. Стихотворения Алипанова разнообразны. — Теплота чувств, приятность картин, простота выражения, плавность и легкость стихов отличают многие из них, но дарование его особенно видно в описаниях. Он с успехом переложил из священных преданий повесть о Феофиле и намерен продолжать заниматься сочинением народных сказаний, заимствованных из жития Святых.
Антон Дельвиг в своём отзыве на первую книгу Алипанова в «Литературной газете» не разделял восторженной оценки Фёдорова (1830). Признавая за Алипановым дарование, Дельвиг в то же время считал его «худо направленным» и сожалел, что издатели не позаботились дать честную оценку стихам крестьянина, пишущего о том, чего не понимает:

Если бы он, по примеру Слепушкина, выражал простые свои чувства или описывал незатейливый быт своего состояния, словом, писал о том, что ему знакомо не по наслышке, часто сбивчивой и неверной; тогда стихотворения его нравились бы и образованным читателям, как отголосок чувств и понятий простосердечного сына природы. Но оды или такие стихотворения, каково напр. Видение Амура, доказывают только, что стихотворец-самоучка старался отгадывать новое ему незнакомое, и не отгадывал.
Николай Полевой в своём журнале «Московский телеграф» (1831) также дал отрицательную рецензию на этот сборник. В его рецензии говорится о превосходстве народных песен над стихами Алипанова, Слепушкина и других «крестьянских поэтов».
Чрезвычайно низко оценил Алипанова В. Г. Белинский. Про сельский водевиль «Ханский чай» критик написал, что в нём «нет ни правдоподобия, ни вероятности, ни характеров, ни образов, ни лиц и, наконец, — никакой цели, никакого намерения». Изданные в 1842 году Алипановым в собственной типографии книги «Феофил, духовная повесть», «Военные песни» и «Досуги для детей» он назвал «дрянными книжонками», попутно обвинив автора в том, что тот пишет на них «второе издание», издавая их «только в первый раз» (на самом деле ранее они уже были изданы в сборнике 1830 года). В 1843 году, рецензируя третье издание «Сказки о мельнике-колдуне…», Белинский посвятил ему более пространную рецензию, в которой рассматривал Алипанова как жертву времён, когда «господствовала страсть повсюду открывать и приголубливать доморощенные русские таланты: русских самоучек-астрономов и механиков, русских музыкантов и пуще всего поэтов»:

В сердце г. Алипанова глубоко запали назидания Б. М. Федорова, и он, увлеченный примером и стихотворною доблестию своего учителя, до сих пор нижет рифмы. Вот плоды полезных наставлений! Творениям г. Алипанова указывали на храм бессмертия, а вместо того они попали в мешки букинистов на макарьевскую ярмарку, в руки деревенских лакеев и т. д. <…> Эти стихи, обверточная бумага, грязное издание и типография Сычова обнаруживают, что «Сказка о мельнике-колдуне» снискивает в вышеозначенной публике славу… Чего ж больше?
 Резко отрицательно Белинский отозвался ранее о втором издании этой книги, намекнув, что своим появлением оно обязано только тому факту, что Алипанов владел собственной типографией.
«Новгородские губернские ведомости», опубликовавшие в 1856 году басню «Пахарь», так отзывались о поэте: «Надеемся, что благосклонными читателями будет с удовольствием принято произведение поэта-самоучки, не получившего должного образования, но пользовавшегося некогда известностью при одном природном даровании». Опубликованная там же довольно большая биография была долгое время единственным относительно полным биографическим материалом о поэте.
В первом томе «Критико-биографического словаря русских писателей в учёных» (1889) литературовед Семён Венгеров рассказывает, что, найдя упоминание об поэте Алипанове, ранее ему совершенно неизвестном, разыскал его стихи, которые, по его мнению, «представляют собой совершенно невозможный литературный сор». Самого Алипанова Венгеров считает жертвой «ложного народничания и безвкусия Шишкова и окружавших его лиц, среди которых Борис Фёдоров выделялся полнейшим отсутствием литературного понимания». Тем не менее биографическая статья об Алипанове появилась во втором томе Русского биографического словаря (1900). В МЭСБЕ (1907—1909) статья об Алипанове заняла лишь одно предложение, где он характеризовался как посредственный поэт-самоучка крестьянского происхождения.
В советское время Леонид Гроссман в своей книге «Крепостные поэты» (1925) по-новому оценил Алипанова, назвав его первым представителем «поэзии труда» и указав, что серьёзного изучения заслуживает как новаторская тематика его произведений, описывающих фабричный быт, так и его поэтическое мастерство. В статье об Алипанове в первом томе Литературной Энциклопедии (1930) высказывается следующая оценка его сочинений: «Небольшое дарование поэта-самоучки было вконец испорчено такими высокими его покровителями, как президент Имп. росс. акад. наук. адм. А. С. Шишков (поборник „старого слога“) и др., к[ото]рые побуждали А[липанова] писать в духе французского классицизма басни, высокопарные патриотические оды и т. п. произведения». В десятом томе того же издания (1937) в обзорной статье «Русская литература» признаётся незначительным вклад поэтов Слепушкина, Суханова и Алипанова в русскую литературу, а похвалы в их адрес именуются преувеличенными, так как «ни один из них не выбился на дорогу широкого и самостоятельного творчества». В то же время в энциклопедии признаётся их значение как литературных предтеч Алексея Кольцова.
В декабре 1935 года газета «Людиновский пролетарий» писала: «После революции стихи Алипанова ни разу не переиздавались, а они представляют значительную ценность для читателей и литературоведов. В настоящее время западное областное издательство подготовляет к печати том избранных стихов и басен с комментарием и вступительным критико-биографическим очерком». Была ли издана эта книга — неизвестно. В дальнейшем сочинения Алипанова отдельными книгами не издавались, но регулярно включались в сборники поэтов XIX века (см. ниже).
В хрестоматии «Русские поэты XIX века» (1964) отмечается, что в отличие от Слепушкина Алипанов давал не только идиллические картины деревенской жизни, но показывал бесправие и нужду крестьян; поэзия Алипанова отличается от слепушкинской большей конкретностью. Отмечается, что Алипанов одним из первых «изобразил труд рабочих на стекольном заводе», но вместе с тем приводятся слова Александра Цейтлина, который отмечал, что обращение Алипанова к теме производственного труда не даёт право «относить его к зачинателям подлинно рабочей поэзии. Алипанов не отражает настроений и быта крепостных рабочих, он рисует скорее внешнюю механику производства, сдабривая её обильно „патриотическими“ и религиозными моментами».
Советский литературовед Валентин Дмитриев, оспаривая пренебрежительные оценки творчества Алипанова, которые давали Дельвиг, Белинский и Венгеров, писал, что «буржуазное литературоведение» не смогло достойно оценить творения поэта-крестьянина и лишь подчёркивало их слабости, не обращая внимания на новизну тем. С точки зрения Дмитриева, Алипанов на столетие опередил поколение рабоче-крестьянских поэтов: «Революция научила нас читать старое по-новому. Заметили, что Алипанов впервые ввёл в русскую поэзию тему фабрично-заводского труда <…> Явственно звучат в его творчестве социальные ноты, особенно в баснях. <…> В сатирических отрывках у него говорится и о приказных, берущих взятки, и о купцах, обирающих народ».
Очень короткая статья об Алипанове вошла в первый том третьего издания Большой Советской Энциклопедии (1969). В библиографическом словаре «Русские писатели» под редакцией Д. С. Лихачёва (1971) наряду с краткой биографией даётся в целом негативная оценка его творчества, повторяются выводы, сделанные Белинским и Венгеровым. Однако, вместе с тем сказано, что «иногда в произведениях Алипанова ощущаются несомненная тяга к правдивому изображению жизни крестьян и робкие попытки протеста против социального неравенства», отмечается, что он «впервые ввёл в русскую поэзию тему заводского труда».
Анализ творчества Алипанова даётся в первом томе издания «Русские писатели. Биобиблиографический словарь» (1990) в статье Г. Г. Григорьевой, которая, указывая на вторичность и подражательность его творчества и неготовность к сатирическому изображению современного ему общества в баснях, виновниками этих проблем называет идейных вдохновителей поэта, в том числе Фёдорова и Шишкова.
Не был Алипанов окончательно забыт и в постсоветское время. В 2005 году в первом томе Большой российской энциклопедии была напечатана краткая статья о Алипанове. В 2009 году вышла книга «Самые любимые басни», в которую наряду с баснями И. А. Крылова, И. И. Дмитриева, А. Е. Измайлова вошли и басни Алипанова. Кроме того, в Интернете публиковались статьи о поэте (как оцифрованные старые так и новые), а также его сочинения.